# Jan Smejkal
Jan Smejkal (ur. 22 marca 1946 w Lanškrounie) – czeski szachista, arcymistrz od 1972 roku.

## Kariera szachowa
W latach 70. XX wieku był, obok Vlastimila Horta, najlepszym czechosłowackim szachistą, należał również do szerokiej czołówki światowej. Po raz pierwszy na arenie międzynarodowej pokazał się w roku 1969, zajmując II-V miejsce (wraz z Lajosem Portischem, Ulfem Anderssonem i Borislavem Ivkovem) na turnieju strefowym (eliminacji mistrzostw świata) w austriackim mieście Raach am Hochgebirge. W dogrywce o awans do turnieju międzystrefowego zajął ostatnie miejsce i odpadł z dalszych rozgrywek. Kolejny cykl walki o tytuł mistrza świata był dla niego bardziej udany: najpierw w roku 1972 zajął I-II miejsce w turnieju strefowym we Vrnjačkiej Banji, a następnie był o krok od awansu do grona pretendentów, zajmując rok później na turnieju międzystrefowym w Leningradzie IV miejsce. W późniejszych latach jeszcze dwukrotnie startował w turniejach międzystrefowych (Biel 1976 i Rio de Janeiro 1979), za każdym razem zajmując XI miejsca.
Na swoim koncie ma wiele cennych zwycięstw w międzynarodowych turniejach, m.in. dwukrotnie zajął I miejsce w memoriałach Akiby Rubinsteina w Polanicy-Zdroju (w latach 1970 i 1972). Oprócz tego triumfował lub podzielił I miejsce na turniejach w Starým Smokovcu (1970), Amsterdamie (1971), Smederevskiej Palance (1971), Palma de Mallorca (1972), Luhačovicach (1973), Nowym Sadzie (1976), Belgradzie (1976), Dortmundzie (1976), Lipsku (1976), Vršacu (1977, memoriał Borislava Kosticia), Viroviticy (1977), Teplicach (1979), Warszawie (1979) oraz Baden-Baden (1985). Trzykrotnie (w latach 1973, 1979 i 1986) zwyciężał również w mistrzostwach Czechosłowacji.
W latach 1970–1994 dziesięciokrotnie wystąpił na szachowych olimpiadach, zdobywając dwa srebrne medale: w roku 1982 wraz z drużyną oraz indywidualnie (za wynik na IV szachownicy) w roku 1970. Łącznie rozegrał 133 olimpijskie partie, w których uzyskał 83½ pkt.
Najwyższy ranking w karierze osiągnął 1 stycznia 1976 r., z wynikiem 2615 punktów dzielił wówczas 11. miejsce (wspólnie z Michaiłem Talem) na światowej liście FIDE, jednocześnie zajmując 1. miejsce wśród szachistów Czechosłowacji. W 2000 r. zakończył czynną karierę zawodniczą.